# Dòlar zimbabuès

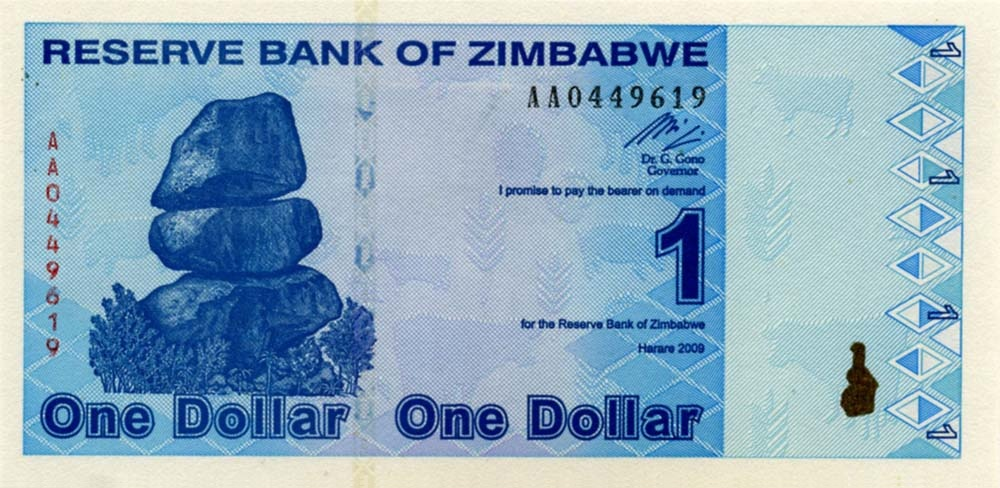
Bitllet d'1 dòlar zimbabuès del 2009

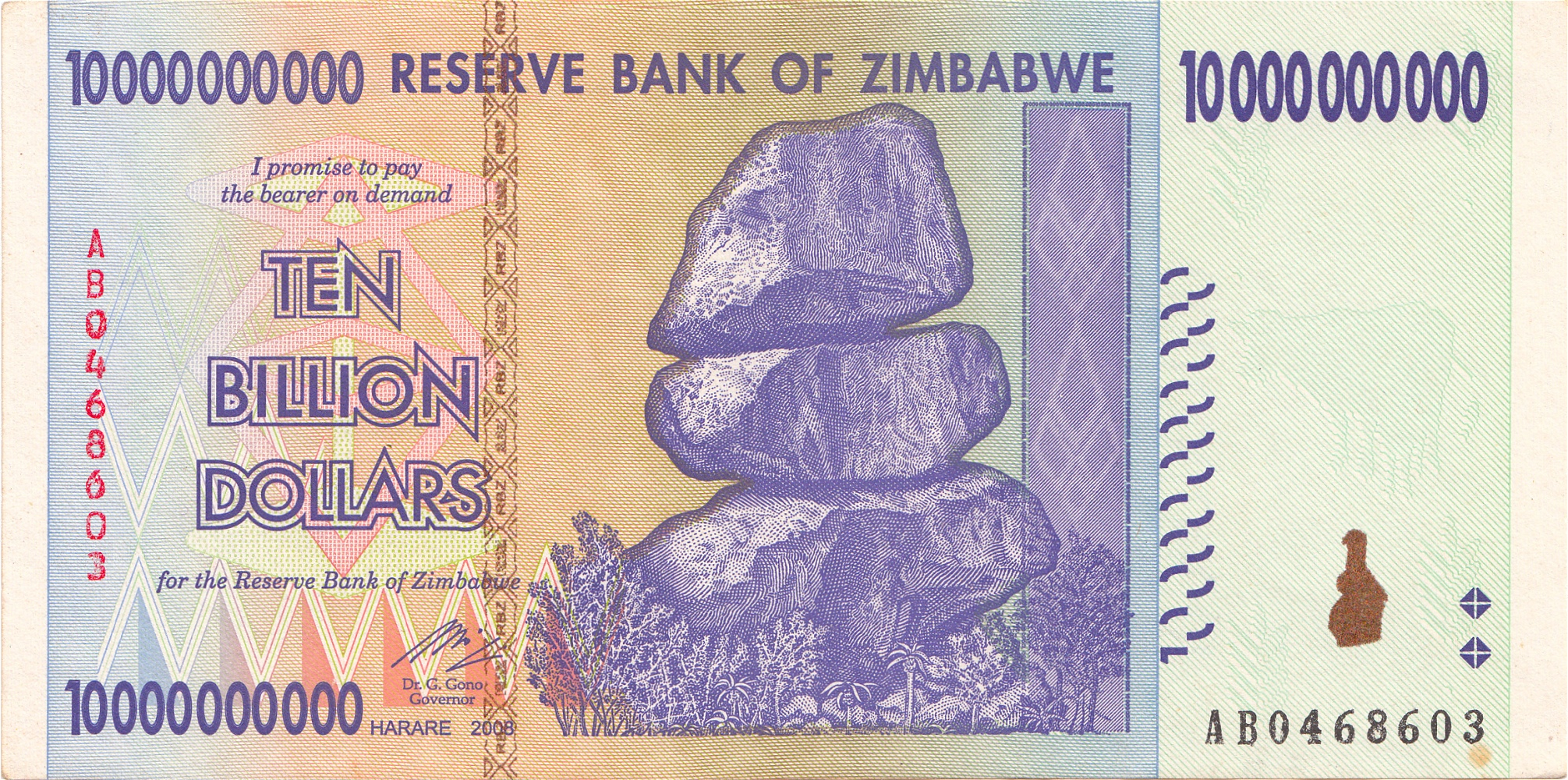
Bitllet de 10 mil milions de dòlars del 2008

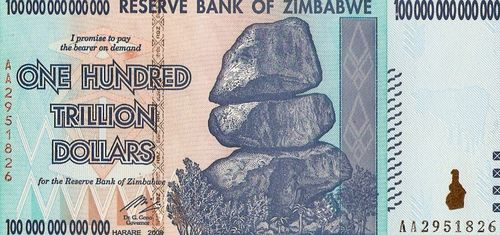
Bitllet de 100 bilions de dòlars del 2008

El dòlar zimbabuès (en anglès Zimbabwean dollar o, simplement, dollar) ha estat la unitat monetària de Zimbàbue entre el 1980 i el 12 d'abril del 2009, en què fou suspesa indefinidament. En aquell moment, el seu codi ISO 4217 era ZWL i normalment s'abreujava amb el símbol $, o bé Z$ per distingir-lo d'altres dòlars. Nominalment es dividia en 100 cèntims (cents), si bé la moneda fraccionària feia molts anys que no es feia servir (de fet, últimament no en circulava cap mena de moneda, només bitllets).
Si bé en el moment de la seva creació, el 1980, quan va substituir el dòlar rhodesià a efectes paritaris, era una de les monedes de més valor, la conflictiva situació política del país i la hiperinflació la van devaluar ràpidament, fins al punt que durant força temps va ser la unitat monetària de valor més baix del món. Malgrat els intents de controlar la inflació amb mesures legislatives i tres successives revaluacions monetàries –el 2006, el 2008 i el 2009 respectivament–, l'ús del dòlar zimbabuès com a moneda oficial fou abandonat de manera efectiva el 12 d'abril del 2009, després que el Banc de Reserva de Zimbàbue va legalitzar l'ús de divises estrangeres per a les transaccions econòmiques el gener del 2009.
Actualment, s'utilitzen el dòlar dels Estats Units (USD), l'euro (EUR), la lliura esterlina (GBP), el rand sud-africà (ZAR), la pula de Botswana (BWP), la rupia índia (INR), el ien (JPY) i el dòlar australià (AUD) per a les transaccions monetàries dins el país, i el govern de Zimbàbue ha assegurat que el dòlar zimbabuès només es tornarà a introduir quan millori substancialment l'economia, que a la pràctica funciona majoritàriament amb dòlars nord-americans. El desembre del 2015 Zimbàbue va adoptar també el iuan xinès (CNY) a aquesta cistella de monedes.

## Història

### El primer dòlar (ZWD)
El 1970 Rhodèsia va adoptar el dòlar de Rhodèsia, en substitució de la lliura de Rhodèsia, a raó de dos dòlars per lliura. Posteriorment, el 1980, es va declarar l'estat de Zimbàbue i es va establir el dòlar zimbabuès amb el mateix valor que el dòlar de Rhodèsia. En aquest moment, un dòlar zimbabuès equivalia aproximadament a mitja lliura esterlina, però la gran inflació i la caiguda econòmica van devaluar ràpidament la moneda. El 2003 la inflació va ser d'un 385%, la més alta de tot el món; però el 2004 fou d'un 624%, i el 2005 d'un 586%.

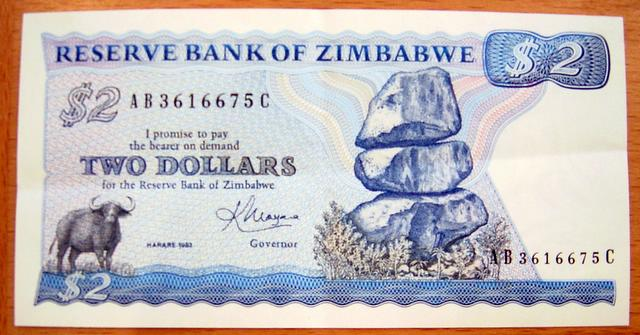
Bitllet de 2 dòlars del 1983

El 26 d'agost del 2005, per exemple, un dòlar dels Estats Units (USD) es canviava, oficialment, a raó de 24.500 ZWD; tot i que en el mercat negre aquesta relació era aproximadament del doble. Malgrat això, el bitllet en circulació de més valor era el de 1.000 dòlars. Aquest fet va portar les empreses i el mateix govern a emetre xecs al portador de més valor, tot i els inconvenients que representava per al ciutadà la seva utilització.
A començament de setembre del 2005, el Banc de Reserva de Zimbàbue (Reserve Bank of Zimbabwe) també va emetre xecs al portador per valor de 5.000, 10.000 i 20.000 Z$ i va declarar com a il·legals els xecs emesos per les entitats privades.
Per tant, a part d'aquests xecs al portador, circulaven bitllets de 1.000, 500, 100, 50, 20, 10, 5 i 2 dòlars (aquests darrers, gairebé sense valor real). Pel que fa a les monedes, n'hi havia d'1, 5, 10, 20 i 50 cents i d'1, 2 i 5 dòlars, de les quals encara se'n podia trobar alguna de 5Z$ en comunitats rurals; l'ús general de les monedes era com a fitxes en els casinos del país.
A causa de la gran inflació, el dòlar zimbabuès va arribar a ser la unitat monetària de valor més baix, condició que només perdria durant un curt període arran de la revaluació del 2006.

### El segon dòlar (ZWD)
L'1 d'agost de 2006 es va substituir la moneda en curs a raó de 1.000 dòlars antics per un de nou, el dòlar revaluat, si bé es va mantenir el mateix codi ISO 4217.

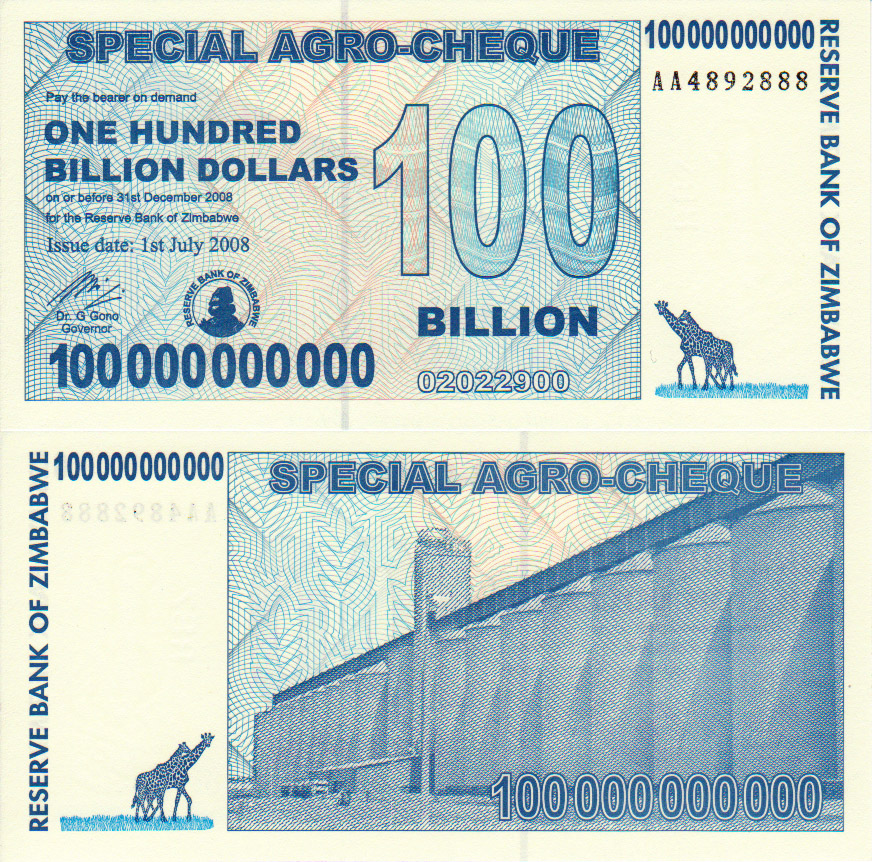
Xec al portador («agroxec») per valor de cent mil milions de dòlars, emès el 2 de juliol del 2008

Se'n van posar en circulació tretze tipus de xecs al portador en denominacions des d'1 cent revaluat fins a 100.000 dòlars revaluats, que el 2007 es van haver d'ampliar fins als 750.000 a causa de la hiperinflació. Els xecs al portador tenien els valors següents: 1, 5, 10 i 50 cents, i 1, 10, 20, 50, 100, 500, 1.000, 5.000, 10.000, 50.000, 100.000, 250.000, 500.000 i 750.000 dòlars. No en van arribar a circular monedes.
Però la inflació no sols no es va aturar, sinó que es va disparar extraordinàriament: el 2006, la taxa oficial d'inflació des de la independència era del 1.281%; l'agost del 2007, del 6.693%; el desembre d'aquell any, del 66.213%; al final del juny del 2008, del 10.500.000%, i al juliol ja era del 231.000.000%.
Es van haver de posar en circulació nous xecs al portador: d'un milió, cinc i deu milions de dòlars (el gener del 2008), 25 i 50 milions (l'abril), 100, 250 i 500 milions (el maig), «agroxecs» de 5.000, 25.000, 50.000 milions (també el maig), «agroxecs» de 100.000 milions (el juliol)... Per tant, es feia evident que calia fer una nova revaluació de la moneda.

### El tercer dòlar (ZWR)
El nou dòlar va entrar en vigor l'1 d'agost del 2008 a raó de deu mil milions de dòlars antics (10.000.000.000 ZWD) per un de nou (1 ZWR).

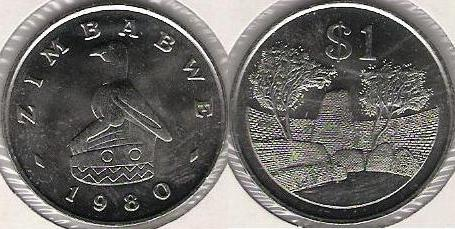
Antiga moneda de dòlar del 1980, que a partir de la revaluació del 2008 fou posada de nou en circulació

Es van reintroduir les antigues monedes, afegint-n'hi de noves de 10 i 25 dòlars. Els nous bitllets en circulació eren d'1, 5, 10, 20, 100 i 500 $. Com que la inflació continuava imparable, el setembre es van emetre bitllets de 1.000, 10.000 i 20.000 $, l'octubre un de 50.000 $, el novembre bitllets de 100.000, 500.000 i un milió de dòlars; el desembre, progressivament, s'emeteren bitllets de 10, 50, 100, 500, 1.000, 5.000 i 10.000 milions de dòlars; el gener del 2009 entraven en circulació bitllets de 20.000 i 50.000 milions i de 10, 20, 50 i 100 bilions de dòlars (aquest darrer bitllet tenia un valor inferior als 30 euros).

### El quart dòlar (ZWL)
Per posar fre a aquesta hiperinflació galopant, el 2 de febrer del 2009 es produeix una nova revaluació, aquest cop a raó d'un bilió de dòlars antics (1.000.000.000.000 ZWR) per un de nou (1 ZWL). Se'n van emetre bitllets d'1, 5, 10, 20, 50, 100 i 500 dòlars. Al cap de poc temps, però, fou suspès de manera indefinida per mirar de reactivar l'economia i estabilitzar els preus.

## Taxes de canvi
Aquestes eren les taxes de canvi oficials pocs dies abans de la suspensió del dòlar zimbabuès:
- 1 EUR = 196,27 ZWL (18 de març del 2009)
- 1 USD = 150,52 ZWL (18 de març del 2009)